# Nhà hát KTO

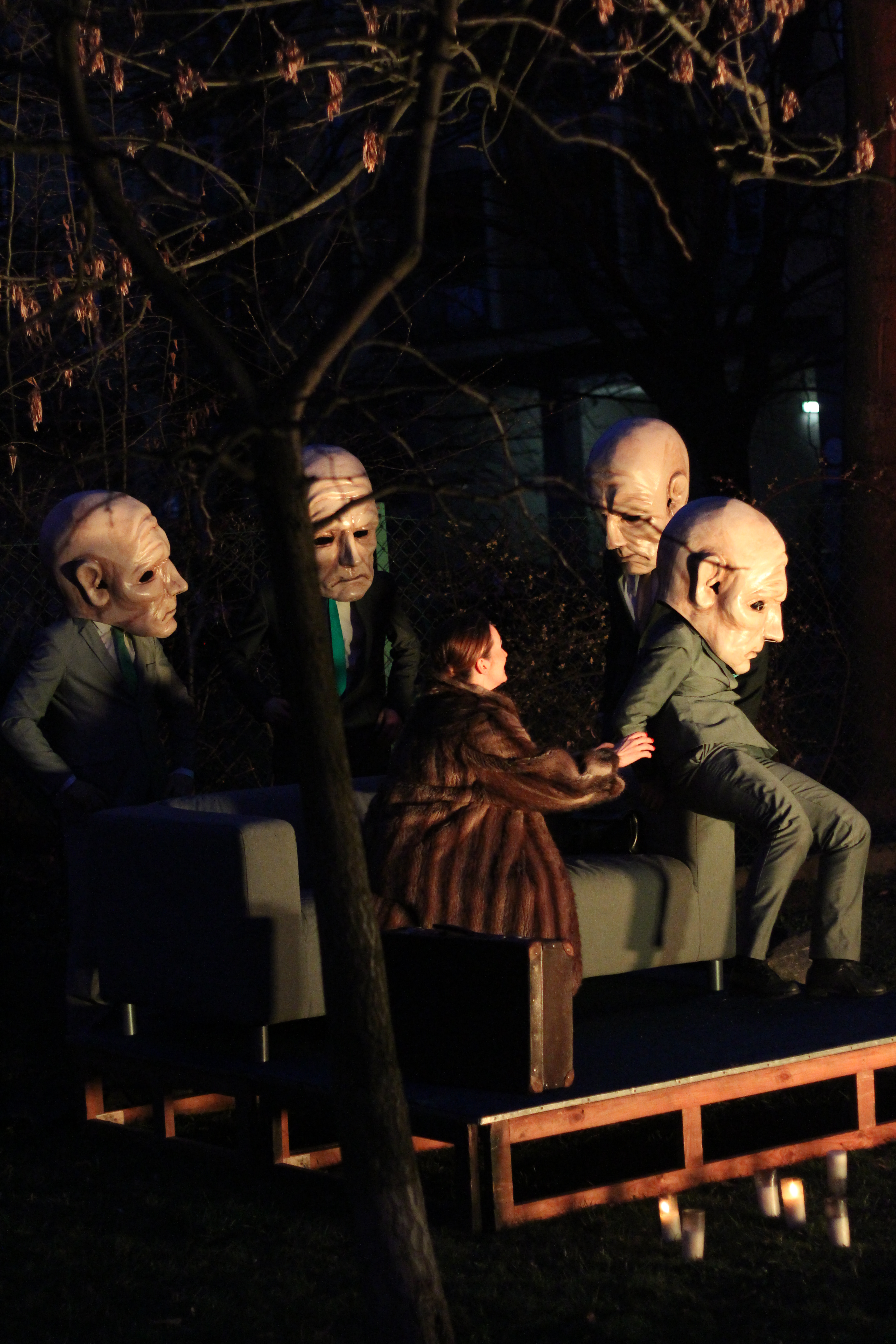
Một vở diễn của Nhà hát KTO (2016)

Màn diễn "Highlights" và "Clowning Exposure" tại Liên hoan Sân khấu Đường phố Quốc tế ULICA, Kraków (2019)

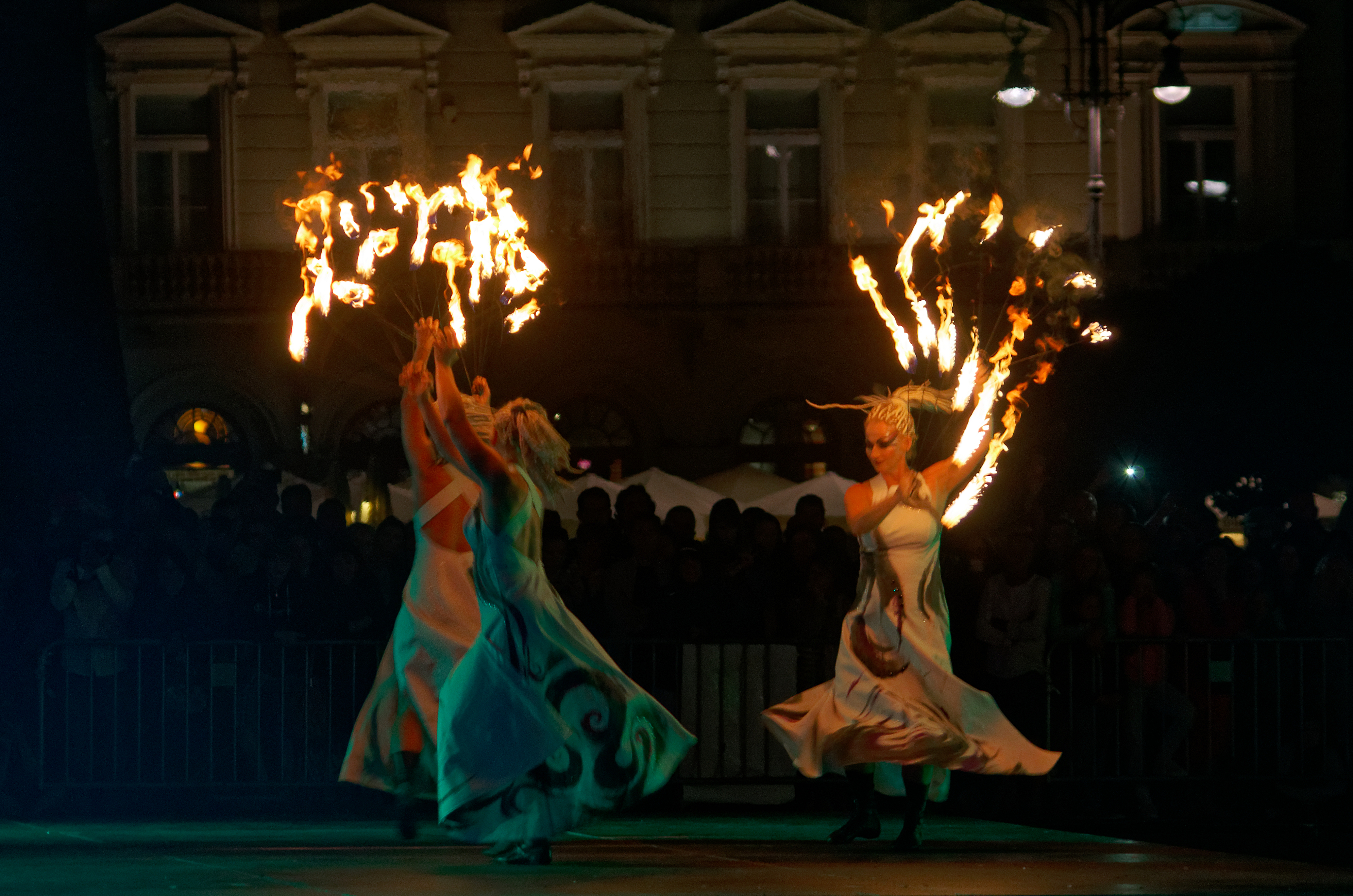
Màn diễn "Parada kuglarzy" tại Liên hoan Sân khấu Đường phố Quốc tế ULICA, Kraków (2019)

Nhà hát KTO (tiếng Ba Lan: Teatr KTO) là một trong những nhà hát ở Kraków, Ba Lan, bắt đầu hoạt động từ năm 1977. Sau một lần đổi trụ sở, Nhà hát hiện nay tọa lạc tại số 74 Phố Krowoderska, Kraków (từ năm 2016).

## Tiết mục
Các tiết mục của Nhà hát KTO ở Kraków vô cùng đa dạng, phong phú, hấp dẫn với nhiều thể loại, nhưng vẫn giàu giá trị nghệ thuật hướng tới mọi đối tượng khán giả.

## Thành tích
Sau hơn 40 năm hoạt động, Nhà hát đã thu hút khoảng 3.000.000 khán giả ở Ba Lan và trên toàn thế giới đón xem các vở diễn (cả trên sân khấu và trên đường phố). Nhà hát đã đến thăm hơn 250 thành phố tại khắp Ba Lan cũng như hơn 40 quốc gia trên cả năm châu lục. Với khoảng 300 chuyến đi lưu diễn nước ngoài, Nhà hát KTO thực hiện các buổi biểu diễn tại các nước như Brazil, Trung Quốc, Iran, Nhật Bản, Canada, Colombia, Hàn Quốc, Costa Rica, Mexico, Tunisia, Mỹ, Albania, Áo, Bỉ, Belarus, Bulgaria, Croatia, Tiệp Khắc, Pháp, Tây Ban Nha, Hà Lan, Đức, Na Uy, Bồ Đào Nha, Nga, Romania, Thụy Điển, Hungary, Anh, Ý và nhiều quốc gia khác.

## Sự kiện
Bên cạnh các buổi biểu diễn đặc sắc, Nhà hát KTO ở Kraków còn tổ chức nhiều hội thảo, lễ hội sân khấu và các dự án quốc tế độc đáo khác. Trong đó, Nhà hát là đơn vị tổ chức một lễ hội nổi tiếng ở Kraków: Liên hoan Sân khấu Đường phố Quốc tế ULICA (từ năm 1988). Riêng năm 2020, Liên hoan Sân khấu Đường phố Quốc tế ULICA lần thứ 33 ở Kraków buộc phải diễn ra từ ngày 04/09/2020 đến hết ngày 06/09/2020 (thay vì tháng 7 hàng năm) do ảnh hưởng của đại dịch COVID-19.

## Quản lý
Hiện nay, Jerzy Zoń là giám đốc của Nhà hát KTO.